# Estendard Reial d'Escòcia

Estendard Reial d'Escòcia.

L'Estendard Reial d'Escòcia (en anglès Royal Standard of Scotland), també conegut com a Royal Standard of the King of Scots ("Estendard Reial del Rei dels Escocesos") o més comunament com "Lleó Rampant", és la bandera emprada històricament pel Rei d'Escòcia. Era la bandera d'escut d'armes del Regne d'Escòcia.

## Història
Es creu que el lleó va ser adoptat com símbol al començament del segle xii per Guillem I d'Escòcia, (conegut com a "Guillem el Lleó"), però no existeixen evidències del seu ús fins a 1222, data en la qual va aparèixer en el segell del seu fill, Alexandre II d'Escòcia. Un estendard escocès més antic que es conserva representa a un drac, símbol que també va emprar David I d'Escòcia en la batalla de l'Estendard de 1138

## Descripció i ús
L'estendard està format per un "lleó rampant" de gules, linguat i unglat d'azur, sobre un fons groc o daurat, i envoltat d'una doble orla decorada de flors de lis de gules.
Després de la unió de les corones d'Anglaterra i Escòcia en 1603, l'estendard va ser incorporat a l'Estendard del Monarca Britànic: el lleó rampant apareix en el primer i quart quadrant en la versió que s'empra a Escòcia, mentre que només apareix en el segon en les versions emprades fora d'ella.
En l'actualitat aquesta bandera s'empra oficialment en les residències Reials de Holyrood Palace i del castell de Balmoral quan Isabel II del Regne Unit no està present. La bandera també s'empra per a representar a la Corona, inclosos el Primer Ministre d'Escòcia, els Lord Lieutenants, l'Alt Comissionat de l'Assemblea General de l'Església d'Escòcia o el Lord Lyon King of Arms. Com bandera personal del monarca, el seu ús està restingit per l'Acta del Parlament d'Escòcia de 1672 cap. 47 y 30 & 31 Vict. cap. 17. Avui dia, no obstant això, l'estendard s'empra de forma no oficial com bandera d'Escòcia, especialment en esdeveniments esportius, i encara que aquest fet és il·legal, ningú ha estat jutjat per això.
El lleó rampant també apareix en l'Estendard del Ducat de Rothesay, títol emprat pel fill major del monarca d'Escòcia.